# 박동주
박동주(朴棟柱, 2005년 3월 16일 ~ )는 대한민국의 바둑 기사이다.

## 약력
광주 출신으로 7세경 바둑에 입문했다. 제4회 일요신문배 전국중고바둑왕전 중등최강부와 제9회 전라남도교육감배 학생바둑대회 중등부에서 각각 준우승을 차지했고, 2018년 제246회 한바연 학생바둑대회 최강부에서 준우승 이후 세계 청소년 마인드스포츠대회 중고등부에서 우승했다. 한국바둑중학교에서 김누리 사범의 지도를 받았으며, 2019년 제11회 지역영재 입단대회에서 오승민을 꺽고 입단했다. 2022년에 3단으로 승단했다.